# Hang Cool Teddy Bear
Hang Cool Teddy Bear är rocksångaren Meat Loafs elfte studioalbum, utgivet 2010.
Albumet är Meat Loafs fjärde studioalbum helt utan låtar av Jim Steinman. Det producerades av Rob Cavallo, som tidigare bland annat arbetat med Green Day. Bland gästartister på skivan finns Brian May, Steve Vai, Jack Black, Hugh Laurie och Justin Hawkins.
Albumet blev som bäst 4:a på UK Albums Chart och 27:a på Billboard 200.

## Låtlista
1. "Peace on Earth" - 6:38
2. "Living on the Outside" - 5:03
3. "Los Angeloser" - 4:09
4. "If I Can't Have You" - 5:00
5. "Love Is Not Real/Next Time You Stab Me in the Back" - 7:33
6. "Like a Rose" - 3:16
7. "Did You Ever Love Somebody" - 4:02
8. "Song of Madness" - 5:30
9. "Running Away from Me" - 3:54
10. "Let's Be in Love" - 5:11
11. "If It Rains" - 3:56
12. "Elvis in Vegas" - 6:01